# 比利时同性婚姻
2003年6月1日，比利时成为世界上第二个在法律上承认同性婚姻的国家，但有些限制。原本，比利时只允許來自容許同性婚姻的国家的外國同性伴侶在比利時結婚，2004年10月開始，同性伴侶一方只要在比利時住滿三個月即可在比利時結婚。2006年，比利时国会通过法案，允许同性伴侣收养子女。